# 鲑色凤头鹦鹉
鲑色凤头鹦鹉（學名：Cacatua moluccensis）又名摩鹿加凤头鹦鹉、朱路冠凤头鹦鹉、红葵凤头鹦鹉。母鸟虹膜带红色，公鸟为黑褐色。体长50厘米，寿命可达60年。分布在印尼摩鹿加群岛。栖息地为开阔的林地、红树林、沼泽，偶尔集群出没。食用包括坚果、椰果、种子、浆果、昆虫等。4、5岁时可达性成熟，繁殖期在7-8月间，全年均可繁殖。每次产卵2颗，约28天后孵化，羽毛期14-15个星期。1989年列为《濒危野生动植物物种国际贸易公约》附录Ⅰ的濒临绝种鸟类。